# Valtice (nádraží)
Valtice jsou železniční stanice, která se nachází západně od města Valtice v okrese Břeclav. Stanice leží v km 95,814 jednokolejné trati Břeclav–Znojmo mezi stanicemi Boří les a Sedlec u Mikulova.

## Historie
Stanici s německým názvem Feldsberg zprovoznila společnost Lundenburg-Nikolsburg-Grußbacher Eisenbahn (Břeclavsko-mikulovsko-hrušovanská dráha) 30. prosince 1872, tedy současně se zahájením provozu na trati z Břeclavi do Hrušovan nad Jevišovkou.
Stanice byla v roce 2017 modernizována současně s tratí od Břeclavi, na které byla traťová rychlost zvýšena z 80 na 120 km/h. V rámci této stavby bylo v roce 2017 ve Valticích zřízeno elektronické stavědlo ESA 44, které ovládal místně výpravčí. V říjnu 2018 pak bylo dáno do provozu dálkové ovládání Valtic z Regionálního dispečerského pracoviště v Břeclavi a mohla tak být ukončena dopravní služba výpravčího ve Valticích.

## Popis stanice

### Stav do modernizace
Před modernizací, která proběhla v roce 2017, byla stanice vybavena mechanickým zabezpečovacím zařízením. Provoz byl řízen místně výpravčím z dopravní kanceláře ve výpravní budově. V dopravním kanceláři měl stanoviště rovněž dozorce výhybek na mikulovském zhlaví, druhý dozorce výhybek měl pracoviště na St I na břeclavském zhlaví.

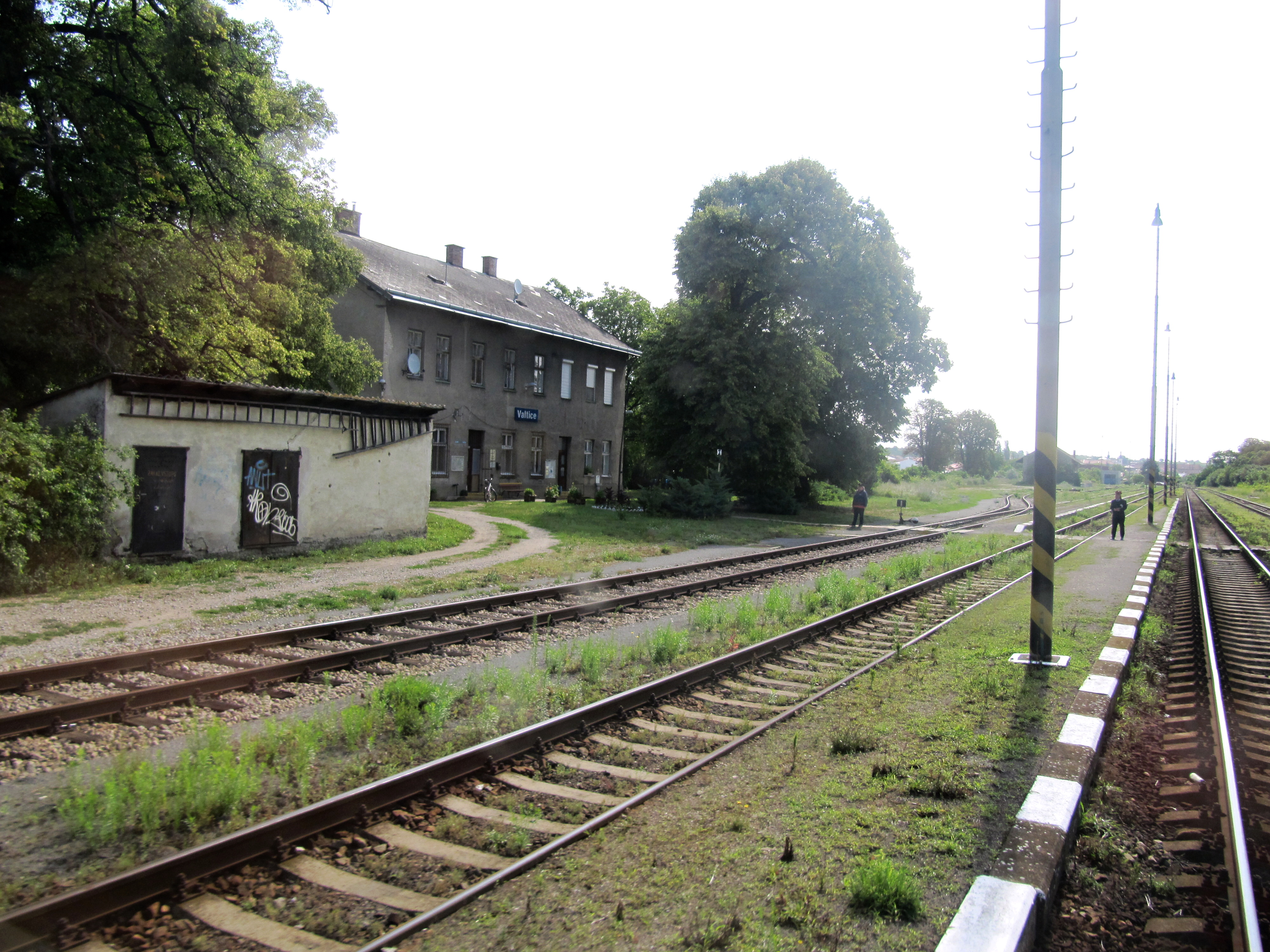
Kolejiště a budova v roce 2012

Všechny výhybky byly ručně přestavované, stanice neměla odjezdová návěstidla. Vjezdová návěstidla byla mechanická a nezávislá na poloze výhybek. Ve stanici byly tři dopravní koleje (od budovy číslované 2, 1 a 3). Vnitřní jednostranná nástupiště byla zřízena u kolejí č. 2 (s délkou 135 m) a č. 1 (170 m). Přístup na nástupiště byl přes koleje (přímo u budovy byla ještě manipulační kolej č. 4).
Jízdy vlaků mezi Valticemi a sousedními stanicemi Boří les a Mikulov na Moravě byly zabezpečeny telefonickým dorozumíváním. Na mikulovském záhlaví stanice byl v km 96,424 železniční přejezd zabezpečený výstražnými kříži.

### Stav od roku 2017
V návaznosti na stavební úpravy bylo ve Valticích vybudováno nové elektronické stavědlo ESA 44, do kterého je integrována rovněž stanice Boří les a traťové zabezpečovací zařízení v úsecích Břeclav – Boří les a Boří les – Valtice. Staniční zabezpečovací zařízení je od října 2018 dálkově ovládáno z Břeclavi, v případě poruchy dálkového ovládání je možná i místní obsluha výpravčím přímo ve Valticích.

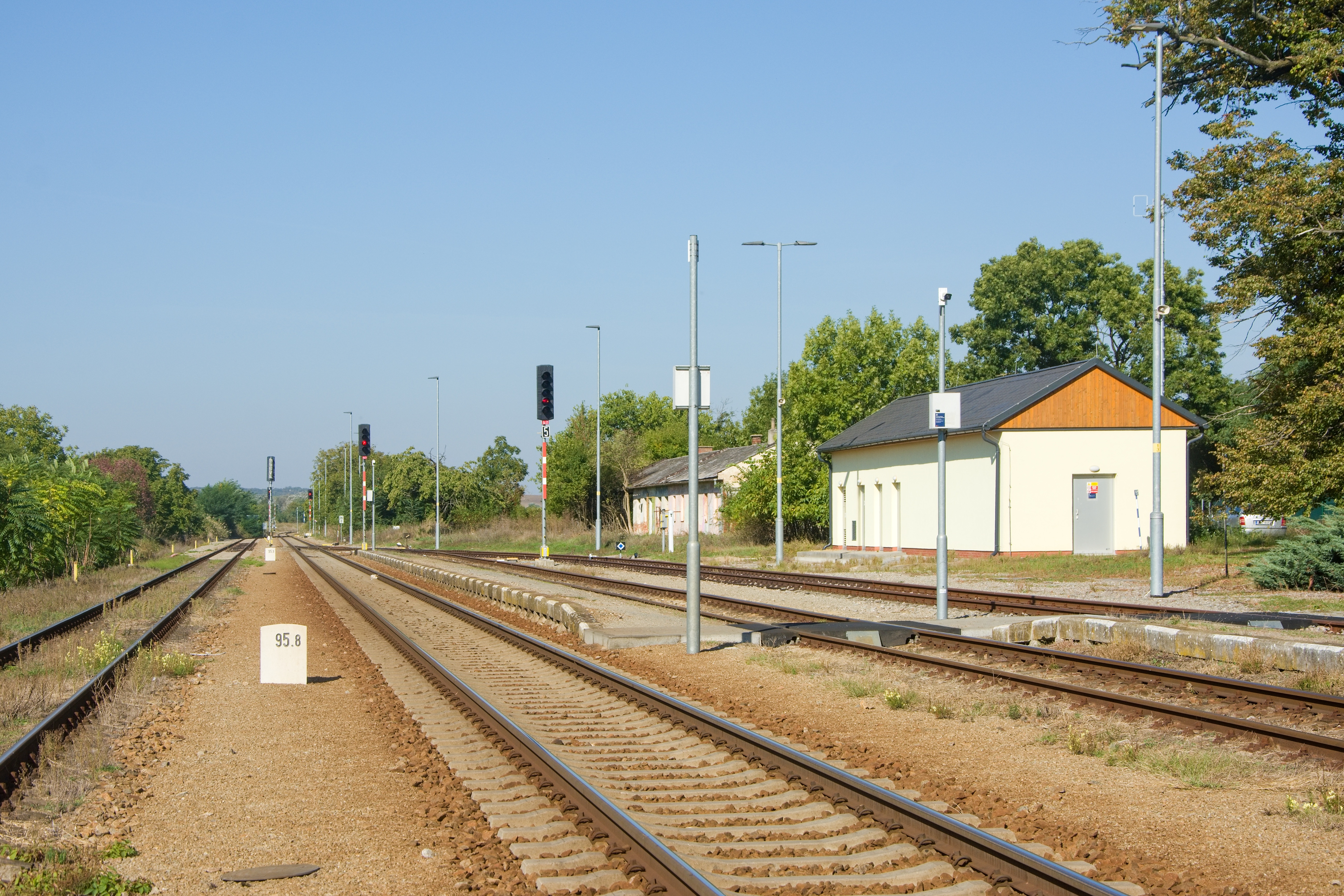
Pohled na nástupiště u 1. koleje a na sedlecké zhlaví

Ve stanici jsou dále tři dopravní koleje. Oproti předchozímu stavu došlo k drobným změnám v konfiguraci kolejiště (šlo především o redukci manipulačních kolejí). Stanice je vybavena světelnými vjezdovými a odjezdovými návěstidly u všech kolejí. Železniční přejezd na mikulovském záhlaví stanice je označený P7097, jeho nová km poloha je 96,431 a je vybaven světelným přejezdovým zabezpečovacím zařízením se závorami.
Nástupiště jsou dále jednostranná vnitřní u kolejí č. 2 a 1. Přístup na nástupiště je po centrálním přechodu přes manipulační kolej č. 4 a dopravní kolej č. 2. Obě nástupiště mají délku 90 m, výška nástupní hran je 550 mm nad temenem kolejnice.
Jízdy vlaků v obou přilehlých traťových úsecích (tj. z/do stanic Boří les a Sedlec u Mikulova) jsou zabezpečeny pomocí automatických hradel bez návěstního bodu. Volnost tratě je zjišťována pomocí počítačů náprav.